# Luis Flores
Luis Enrique Flores Ocaranza (født 18. juli 1961 i Mexico City, Mexico) er en tidligere mexicansk fodboldspiller (angriber).
Flores tilbragte størstedelen af sin karriere i hjemlandet, hvor han i otte sæsoner var tilknyttet Monterrey-klubben Pumas. Han spillede også for Chivas og Cruz Azul, og i Spanien for Sporting Gijón og Valencia.
Flores nåede over en periode på 10 år at spille 62 kampe og score 29 mål for Mexicos landshold. Han var en del af det mexicanske hold der nåede kvartfinalerne ved VM i 1986 på hjemmebane, og spillede tre af holdets fem kampe i turneringen.

## Titler
Liga MX
- 1981 med Pumas UNAM